# Troskovické lípy
Troskovické lípy u svatého Jana Nepomuckého je skupina čtyř památných stromů v obci Troskovice, která se nachází v okrese Semily, pod hradem Trosky zhruba 10 km jihovýchodně od Turnova. Čtveřice lip velkolistých (Tilia platyphyllos) roste u sochy sv. Jana Nepomuckého, několik desítek metrů východně od křižovatky silnic v západní části vesnice. Jedná se o lokalitu v intravilánu, s mírným úklonem k východu až jihovýchodu, v nadmořské výšce 345 metrů.
Lípy požívají ochrany od roku 2003 s poukazem na jejich roli dominanty a historické pamětihodnosti obce, jakož i vzrůst a estetickou hodnotu. Měřený obvod jejich kmenů v době vyhlášení dosahoval 302, 275, 277 a 338 centimetrů; výška stromů činila 18 metrů. Věk lip vyhlašovací dokumentace odhadovala na 150 roků, což přepočteno na současnost dává aktuální odhad 172 let.

## Památné a významné stromy vokolí
- Alej Sedmihorky (5,5 km s.)
- Arboretum Bukovina (4,9 km sz.)
- Dub u arboreta Bukovina (5,0 km sz.)
- Dub v Zámostí (5,0 km jv.)
- Jasan U matičky (2,0 km v.)
- Křečovická hrušeň (5,0 km sv.)
- Lázeňský dub (Sedmihorky) (5,8 km ssz.)
- Lípy na Malé Lhotě (3,9 km z.)
- Lípy v Libošovicích (4,8 km jz.)
- Přáslavické duby (5,5 km s.)
- Přáslavický jírovec (5,5 km s.)
- Roudenská lípa (5,4 km ssv.)
- Rovenská borovice (4,6 km vsv.)
- Rovenské buky (3,9 km sv.)
- Skupina stromů na Vyskři (4,8 km zsz.)
- Stromy v Nepřívěci (4,8 km jz.)